# Сражение при Коррик-Форд
Сражение при Коррикс-Форде — боевое столкновение, произошедшее 13 июля 1861 года на реке Чит в западной Вирджинии (ныне штат Западная Виргиния) во время Гражданской войны в США.
По более поздним стандартам битва была незначительной стычкой. Часто считающаяся заключительной частью битвы при Рич-Маунтин, она стала концом серии сражений между войсками генерал-майора Союза Джорджа Б. Макклеллана и бригадного генерала Конфедерации Роберта С. Гарнетта.

## Битва
11 июля 1861 года Макклеллан разгромил часть сил Гарнетта в битве при Рич-Маунтин. Узнав о поражении, Гарнетт с примерно 4500 солдатами начал отступление в Вирджинию около полуночи. Он направился к Беверли, но получил ложную информацию о том, что город уже занят силами Макклеллана. Конфедераты изменили маршрут, оставив шоссе Стонтон-Паркерсбург у Лидсвилля и пересекли гору Чит, двигаясь в долину реки Чит. Бригадный генерал Союза Томас А. Моррис начал преследование с бригадой из Индианы.
13 июля около полудня Моррис настиг арьергард Гарнетта у брода Коррик на реке Чит и атаковал отступающие силы конфедератов. Гарнетт лично руководил арьергардом стрелков, пытаясь задержать продвижение сил Союза. Вскоре он отступил к другому броду, находящемуся в миле или двух дальше. Стычка возобновилась, и когда Гарнетт готовился снова отступить, он был мгновенно убит залпом сил Союза. Конфедераты бросили своего погибшего командира, одну пушку и около 40 фургонов, спасаясь бегством. Тело Гарнетта было найдено после боя солдатом армии Союза. Он стал первым генералом, убитым в ходе Гражданской войны.
После этого контроль над западной Вирджинией окончательно перешел к Союзу и оставался у них до конца войны. Успех кампании продвинул генерал-майора Джорджа Б. Макклеллана на должность командующего Потомакской армией.